# Cušima (Nagasaki)

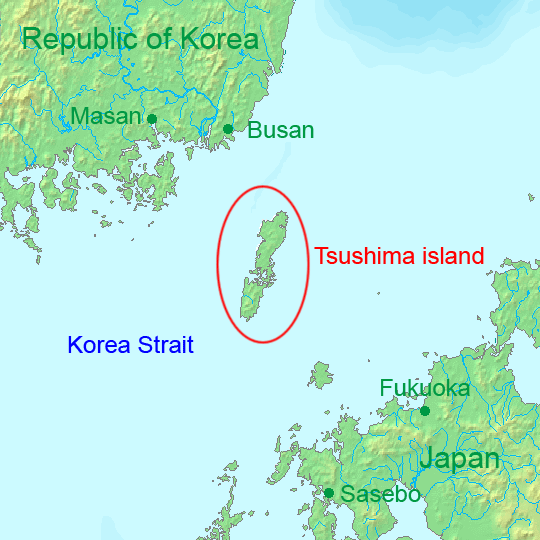
Poloha ostrova

Cušima (japonsky 対馬) je ostrov v Japonsku, součást Japonského souostroví. Nachází se na severovýchod od Cušimského průlivu a na jihozápad od Korejského průlivu mezi vlastním Japonskem a Koreou. Cušima byla původně jeden ostrov, ale byl rozdělen na dvě části v roce 1671 Ófunakošisetským kanálem a v roce 1961 na tři části Manzekisetským kanálem. Jako celek všech tří ostrovů to je osmý největší ostrov v japonském souostroví. Původně byla Cušima součástí provincie Cušima, ale dnes je součástí prefektury Nagasaki. V roce 1905 se tu v průběhu rusko-japonské války odehrála bitva u Cušimy.